# U 97 (U-Boot, 1940)
U 97 war ein deutsches U-Boot vom Typ VII C, das im Zweiten Weltkrieg von der deutschen Kriegsmarine eingesetzt wurde.

## Geschichte
Der Auftrag für das Boot wurde am 30. Mai 1938 an die Germaniawerft in Kiel vergeben. Die Kiellegung erfolgte am 27. September 1939, der Stapellauf am 15. August 1940, die Indienststellung unter Kapitänleutnant Udo Heilmann fand schließlich am 28. September 1940 statt. Das Boot führte, wie viele deutsche U-Boote seiner Zeit, anfangs ein Emblem, das vom ersten Kommandanten, Udo Heilmann, ausgewählt worden war: ein Seepferdchen auf blauem Grund. Unter dem zweiten Kommandanten Bürgel wurden die olympischen Ringe gewählt, da dieser, wie auch der dritte Kommandant Trox, Angehöriger der sogenannten Olympia-Crew war.
Das Boot gehörte nach seiner Indienststellung am 28. September 1940 bis zum 31. Oktober 1941 als Ausbildungs- und Frontboot zur 7. U-Flottille erst in Kiel und dann in St. Nazaire. Nach der Verlegung von U 97 ins Mittelmeer gehörte es ab dem 1. November 1941 bis zum 30. April 1942 zur 23. U-Flottille in Salamis und vom 1. Mai 1942 bis zu seiner Versenkung am 16. Juni 1943 zur 29. U-Flottille in La Spezia.

## Einsatzstatistik
U 97 absolvierte während seiner Dienstzeit dreizehn Unternehmungen, auf denen sechzehn Schiffe mit einer Gesamttonnage von 71.237 BRT versenkt und eins mit einer Tonnage von 9.718 BRT beschädigt wurde.

### Erste Unternehmung
Das Boot lief am 17. Februar 1941 um 8:00 Uhr von Kiel aus und lief am 7. März 1941 um 12:10 Uhr in Lorient ein. Auf dieser 19 Tage dauernden und zirka 3.300 sm über und 188 sm unter Wasser langen Unternehmung in den Nordatlantik, westlich von Irland, wurden drei Schiffe mit 16.761 BRT versenkt und ein Schiff mit 9.718 BRT beschädigt.
- 24. Februar 1941: Versenkung des britischen Dampfers Mansepol (Lage) mit 4.894 BRT. Der Dampfer wurde durch einen Torpedo versenkt. Er fuhr in Ballast und war auf dem Weg von Cardiff nach Halifax. Das Schiff gehörte zum Konvoi OB-289 mit 25 Schiffen. Es gab zwei Tote und 37 Überlebende.

- 24. Februar 1941: Versenkung des britischen Dampfers Johnathan Holt (Lage) mit 4.973 BRT. Der Dampfer wurde durch einen Torpedo versenkt. Er hatte Stückgut sowie zwölf Passagiere an Bord und war auf dem Weg von Liverpool nach Westafrika. Das Schiff gehörte zum Konvoi OB-289. 41 Crewmitglieder und zehn Passagiere (darunter das französische Archäologenehepaar Joseph und Marie Hackin) wurden getötet, vier Crewmitglieder und zwei Passagiere wurden gerettet.

- 24. Februar 1941: Versenkung des britischen Tankers British Gunner (Lage) mit 6.894 BRT. Der Tanker wurde durch einen Torpedo versenkt. Er fuhr in Ballast und war auf dem Weg von Swansea nach Aruba. Das Schiff gehörte zum Konvoi OB-289. Es gab drei Tote und 41 Überlebende.

- 24. Februar 1941: Beschädigung des norwegischen Tankers GC Brøvig mit 9.718 BRT. Der Tanker wurde durch einen Torpedo beschädigt. Er fuhr in Ballast und war auf dem Weg nach New York. Er gehörte zum Konvoi OB-289.

### Zweite Unternehmung
Das Boot lief am 20. März 1941 um 12:00 Uhr von Lorient aus, und am 10. April 1941 um 19:00 Uhr in St. Nazaire ein. Auf dieser 22 Tage dauernden und zirka 4.700 sm über und 244 sm unter Wasser langen Unternehmung in den Nordatlantik, südwestlich und westlich von Irland, wurden drei Schiffe mit 20.510 BRT versenkt.
- 23. März 1941: Versenkung des britischen Tankers Chama (Lage) mit 8.077 BRT. Der Tanker wurde durch vier Torpedos versenkt. Er fuhr in Ballast und war auf dem Weg von Ardrossan nach New York. Das Schiff gehörte zum Konvoi OG-56 mit 35 Schiffen. Es war ein Totalverlust mit 59 Toten.

- 24. März 1941: Versenkung des norwegischen Dampfers Hørda (Lage) mit 4.301 BRT. Der Dampfer wurde durch einen Torpedo versenkt. Er hatte unbekannte Ladung an Bord und befand sich auf dem Weg von Liverpool nach Halifax (Nova Scotia). Das Schiff gehörte zum Konvoi OG-56. Es war ein Totalverlust mit 30 Toten.

- 4. April 1941: Versenkung des britischen Tankers Conus (Lage) mit 8.132 BRT. Der Tanker wurde durch drei Torpedos versenkt. Er fuhr in Ballast und war auf dem Weg von Swansea und Milford Haven nach Curaçao. Das Schiff gehörte zum Konvoi OB-304 mit 36 Schiffen. Es war ein Totalverlust mit 59 Toten.

### Dritte Unternehmung
Das Boot lief am 1. Mai 1941 um 17:45 Uhr von St. Nazaire aus und lief am 30. Mai 1941 um 11:15 Uhr wieder dort ein. Auf dieser 29 Tage dauernden und zirka 5.600 sm über und 346 sm unter Wasser langen Unternehmung in den Nordatlantik, der westlichen Biscaya und südwestlich von Irland, wurden drei Schiffe mit 17.852 BRT versenkt.
- 6. Mai 1941: Versenkung des britischen Dampfers HMS Camito (F. 77) (Lage) mit 6.833 BRT. Der Dampfer wurde durch einen Torpedo versenkt. Es war ein Schulschiff der Royal Navy. Es gab keine Verluste.

- 6. Mai 1941: Versenkung des italienischen Tankers Sangro (Lage) mit 6.466 BRT. Der Tanker wurde durch einen Torpedo versenkt. Er war eine britische Prise. Es gab acht Überlebende.

- 8. Mai 1941: Versenkung des britischen Dampfers Ramillies (Lage) mit 4.553 BRT. Der Dampfer wurde durch zwei Torpedo versenkt. Er hatte 3.074 t Koks geladen und befand sich auf dem Weg von Tyne über Oban nach Baltimore. Das Schiff gehörte zum aufgelösten Konvoi OB-317 mit 23 Schiffen.

### Vierte Unternehmung
Das Boot lief am 2. Juli 1941 um 21:30 Uhr von St. Nazaire aus und lief am 8. August 1941 um 18:00 Uhr wieder dort ein. Auf dieser 37 Tage dauernden und zirka 6.000 sm über und 270 sm unter Wasser langen Unternehmung in den mittleren Nordatlantik, wurden keine Schiffe versenkt oder beschädigt.

### Fünfte Unternehmung
Das Boot lief am 20. September 1941 um 16:30 Uhr von St. Nazaire aus und lief am 28. Oktober 1941 um 11:50 Uhr in Salamis ein. Auf dieser 38 Tage dauernden und 5.198 sm über und 1.008 sm unter Wasser langen Unternehmung, auf der am 26. September 1941 der Durchbruch durch die Straße von Gibraltar gelang, und im östlichen Mittelmeer vor Sollum operiert wurde, wurden zwei Schiffe mit 1.966 BRT versenkt.
- 17. Oktober 1941: Versenkung des griechischen Dampfers Samos (Lage) mit 1.208 BRT. Der Dampfer wurde durch zwei Torpedos versenkt. Er hatte Militärgüter geladen und befand sich auf dem Weg von Alexandria nach Tobruk. Es gab 31 Tote und drei Überlebende.

- 17. Oktober 1941: Versenkung des britischen Tankers Pass of Balhama (Lage) mit 758 BRT. Der Tanker wurde durch zwei Torpedos versenkt. Er hatte Benzin geladen und befand sich auf dem Weg von Alexandria nach Tobruk. Es war ein Totalverlust mit 18 Toten.

### Sechste Unternehmung
Das Boot lief am 23. Dezember 1941 um 15:00 Uhr von Salamis aus und lief am 9. Januar 1942 um 10:15 Uhr wieder dort ein. Auf dieser 17 Tage langen und 1.402 sm über und 519 sm unter Wasser langen Unternehmung im östlichen Mittelmeer, vor Lesbos und Kap Baba, wurden keine Schiffe versenkt oder beschädigt.

### Siebente Unternehmung
Das Boot lief am 12. Januar 1942 um 15:00 Uhr von Salamis aus und lief am 31. Januar 1942 um 11:30 Uhr wieder dort ein. Auf dieser 20 Tage dauernden und 1.719 sm über und 503 sm unter Wasser langen Unternehmung in das östliche Mittelmeer, vor Tobruk, wurden keine Schiffe versenkt oder beschädigt.
Kommandant Udo Heilmann verlegte mit U 97 am 3. Februar 1942 von Salamis nach La Spezia, wo das Boot am 8. Februar 1942 einlief.

### Achte Unternehmung
Das Boot lief 14. März 1942 um 16:25 Uhr von La Spezia aus und lief am 30. März 1942 um 9:30 Uhr in Salamis ein. Auf dieser 17 Tage dauernden und zirka 1.800 sm über und 308 sm unter Wasser langen Unternehmung in das östliche Mittelmeer und der Ägäis, wurden keine Schiffe versenkt oder beschädigt.

### Neunte Unternehmung
Das Boot lief am 5. April 1942 um 16:00 Uhr von Salamis aus und lief am 12. Mai 1942 um 8:22 Uhr in La Spezia ein. Auf dieser 37 Tage dauernden und zirka 3.300 sm über und 877 sm unter Wasser langen Unternehmung in das östliche Mittelmeer, vor Tobruk, wurden keine Schiffe versenkt oder beschädigt.

### Zehnte Unternehmung
Das Boot lief am 15. Juni 1942 um 17:28 Uhr von La Spezia aus und lief am 4. Juli 1942 um 12:00 Uhr in Salamis ein. U 97 lief am 18. Juni 1942 in Messina zur Ergänzung ein und am gleichen Tag wieder aus. Auf dieser 19 Tage dauernden und 2.398 sm über und 452 sm unter Wasser langen Unternehmung in das östliche Mittelmeer, vor Tobruk, der Küste Palästinas und Haifa, wurden drei Schiffe mit 3.974 BRT versenkt.
- 28. Juni 1942: Versenkung des griechischen Dampfers Memas (Lage) mit 1.755 BRT. Der Dampfer wurde durch zwei Torpedos versenkt. Er hatte eine unbekannte Ladung und befand sich auf dem Weg von Alexandria nach Famagusta. Es gab acht Tote und 17 Überlebende.

- 28. Juni 1942: Versenkung des britischen Dampfers Zealand (Lage) mit 1.433 BRT. Der Dampfer wurde durch einen Torpedo versenkt. Er hatte Flugbenzin geladen und befand sich auf dem Weg von Port Said nach Famagusta. Das Schiff gehörte zum Konvoi Metril mit drei Schiffen. Es gab 14 Tote und 19 Überlebende.

- 1. Juli 1942: Versenkung des britischen Dampfers Marilyse Moller (Lage) mit 786 BRT. Der Dampfer wurde durch einen Torpedo versenkt. Er hatte Benzin geladen und befand sich auf dem Weg von Beirut und Alexandria nach Port Said. Das Schiff gehörte zum Konvoi Nugget. Es gab 31 Tote und vier Überlebende.

### Elfte Unternehmung
Das Boot lief am 22. Juli 1942 um 16:40 Uhr von Salamis aus und lief am 4. August 1942 um 23:00 Uhr wieder dort ein. Auf dieser 14 Tage dauernden und zirka 2.100 sm über und 328 sm unter Wasser langen Unternehmung in das östliche Mittelmeer, wurden keine Schiffe versenkt oder beschädigt.
Kommandant Friedrich Bürgel verlegte mit U 97 am 20. August 1942 von Salamis nach Patras und am 21. August 1942 von Patras nach Tarant, am 27. August 1942 von Tarant nach Messina, und am 28. August 1942 von Messina nach La Spezia.

### Zwölfte Unternehmung
Das Boot lief am 10. April 1943 um 15:00 Uhr von La Spezia aus und lief am 3. Mai 1943 um 8:36 Uhr in Pola ein. U 97 lief am 12. April 1943 zu Reparaturen in Messina ein und am gleichen Tag wieder aus. Auf dieser 23 Tage dauernden und zirka 2.900 sm über und 405 sm unter Wasser langen Unternehmung in das östliche Mittelmeer, wurden keine Schiffe versenkt oder beschädigt.

### Dreizehnte Unternehmung
Das Boot lief am 5. Juni 1943 um 14:00 Uhr von Pola aus und wurde am 16. Juni 1943 versenkt. Auf dieser zwölf Tage dauernden Unternehmung in das östliche Mittelmeer, vor Tobruk und westlich von Haifa, wurden zwei Schiffe mit 10.174 BRT versenkt.
- 12. Juni 1943: Versenkung des niederländischen Dampfers Palima (Lage) mit 1.179 BRT. Der Dampfer wurde durch einen Torpedo versenkt. Er hatte eine unbekannte Ladung an Bord und war auf dem Weg von Port Said nach Beirut. Es gab 24 Tote und 37 Überlebende.

- 15. Juni 1943: Versenkung des britischen Tankers Athel Monarch mit 8.995 BRT. Der Tanker wurde durch einen Torpedo versenkt und befindet sich etwa 19 Kilometer vor der Stadt Netanja, 182 Meter unter dem Meeresspiegel. Er hatte 13.600 t Heizöl geladen und befand sich auf dem Weg von Beirut nach Port Said. Es gab vier Tote und 47 Überlebende. 2017 hat die israelische Firma Meeresprojekte Jam-Jafo das Wrack entdeckt.[3]

## Verbleib
Am 16. Juni 1943 wurde U 97 im Mittelmeer, westlich von Haifa durch Wasserbomben einer australischen PBO-1 Hudson T der RCAF-Squadron 458 auf der Position 33° 0′ N, 34° 0′ O im Marine-Planquadrat CP 5599 versenkt. 27 Besatzungsmitglieder kamen dabei ums Leben, 21 konnten gerettet werden.
U 97 verlor während seiner Dienstzeit bis zur Versenkung ein Besatzungsmitglied.